# Клей, Кассиус Марселлус
Кассиус Марселлус Клей (англ. Cassius Marcellus Clay; 19 октября 1810, округ Мадисон, Кентукки, США — 22 июля 1903, Ричмонд, округ Мадисон, Кентукки, США), по прозвищу «Лев Уайт-холла» (Lion of White Hall; от названия его резиденции), — американский плантатор из штата Кентукки, политический деятель-аболиционист. Он освободил своих рабов, доставшихся по наследству от отца. Этим освобождённым рабам разрешили остаться и платили заработную плату. Клей был одним из основателей Республиканской партии в Кентукки. Президент Авраам Линкольн назначил его посланником США в России. Клею приписывают получение поддержки Союза со стороны Российской империи во время Гражданской войны в США.

## Молодость, семья, образование
Кассий Марселлус Клей родился в семье Салли Льюис и Грина Клея, одного из самых богатых плантаторов-рабовладельцев Кентукки, который стал видным политиком. Клей был одним из шести детей, которые дожили до совершеннолетия, из семи, родившихся в семье.
Он был представителем большой и влиятельной политической династии. Его старший брат Брутус Дж. Клей также стал политиком федерального уровня. Они были двоюродными братьями кентуккийского политического деятеля Генри Клея и губернатора Алабамы Клемента Коумера Клея. Сестра Кассиуса, Элизабет Льюис Клей (1798—1887), вышла замуж за Джона Спида Смита, который также стал политиком на уровне штата и на федеральном уровне. Их сын, Грин Клей Смит, также стал политиком и был избран в Конгресс США.
Младший Клей учился в Университете Трансильвании, а позднее, в 1832 году, окончил Йельский колледж. Обучаясь в Йеле, он посетил лекцию аболициониста Уильяма Ллойда Гаррисона, и это выступление вдохновило Клея присоединиться к движению за отмену рабства. Аргументы Гаррисона были для него «как вода жаждущему путнику». Клей был политически прагматичным и поддерживал постепенные изменения законов, а не призывал к немедленной отмене рабовладения, как это сделали Гаррисон и его сподвижники.

## Брак и семья
В 1833 году Клей женился на Мэри Джейн Уорфилд, дочери Мэри Барр и доктора Элайши Уорфилда из Лексингтона, штат Кентукки. У них было десять детей, шестеро из которых дожили до совершеннолетия:
- Элайша Уорфилд Грей (1835—1851),
- майор Грин Грей (1837—1883),
- Мэри Барр Клей, также известная как миссис Дж. Фрэнк Херрик (1839—1924),
- Сара «Салли» Льюис Клей Беннетт (1841—1935),
- Кассиус Марселлус Клей-младший (1843—1843),
- Кассиус Марселлус Клей-младший (1845—1857),
- Брутус Юниус Клей II (1847—1932),
- Лора Клей (1849—1941),
- Флора Клей (1851—1851) и
- Энн Клей Креншоу (1859—1945).

Позже глава семейства усыновил Генри Лони Клея, который, как полагают, был его сыном от внебрачной связи в России.

## Политическая карьера
Кассиус Клей был в числе первых плантаторов Юга, которые выступили против рабства. Клей агитировал за освобождение рабов как в качестве представителя штата Кентукки, так и будучи одним из первых членов новой Республиканской партии.
Клея трижды избирали в Палату представителей штата Кентукки, но он утратил поддержку среди избирателей из-за своих аболиционистских взглядов, благодаря которым нажил немало врагов. Во время политических дебатов в 1843 году его пытался убить некий Сэм Браун. Пуля наёмного убийцы Брауна попала в посеребрённые ножны кинжала, вытащенного Клеем в целях самообороны. Клей вытащил свой нож Боуи, схватил Брауна, выколол ему глаза и, наконец, сбросил его в реку.
В 1845 году Клей начал издавать в Лексингтоне, штат Кентукки аболиционистскую газету True American. Не прошёл и месяц, как он начал получать угрозы убийством, вооружился и регулярно баррикадировал бронированные двери редакции, помимо прочего, установив внутри две четырёхфунтовые пушки. Дошло до того, что толпа из примерно 60 человек ворвалась в редакцию и захватила печатное оборудование. Чтобы защитить предприятие, Клей перевёл редакцию в Цинциннати, центр аболиционизма, расположенный в свободном штате Огайо, но сам продолжал жить в Кентукки.
Во время американо-мексиканской войны Клей служил в звании капитана в 1-м кентуккийском кавалерийском полку (1846—1847). Он выступал против аннексии Техаса и расширения рабства на Юго-Запад США. Во время выступления за отмену рабства в 1849 году Клей был атакован шестью братьями Тёрнерами, которые избивали его, наносили удары ножом и пытались застрелить его. В драке Клей отбился от всех шестерых и убил Сайруса Тёрнера своим ножом.
В 1853 году Клей предоставил 10 акров из своих обширных земель Джону Дж. Фе, аболиционисту, который основал город Бериа. В 1855 году Фе основал Бериа-колледж, открытый для представителей всех рас.
Клей сохранял прочные связи с аболиционистами-северянами. Он создал в своем штате Республиканскую партию и подружился с Авраамом Линкольном, поддерживая его кандидатуру на президентских выборах 1860 года. Короткое время Клей рассматривался в качестве кандидата на пост вице-президента во время национального конвента Республиканской партии (1860), но уступил в борьбе Ганнибалу Гэмлину.

## Гражданская война. Посланник США в России

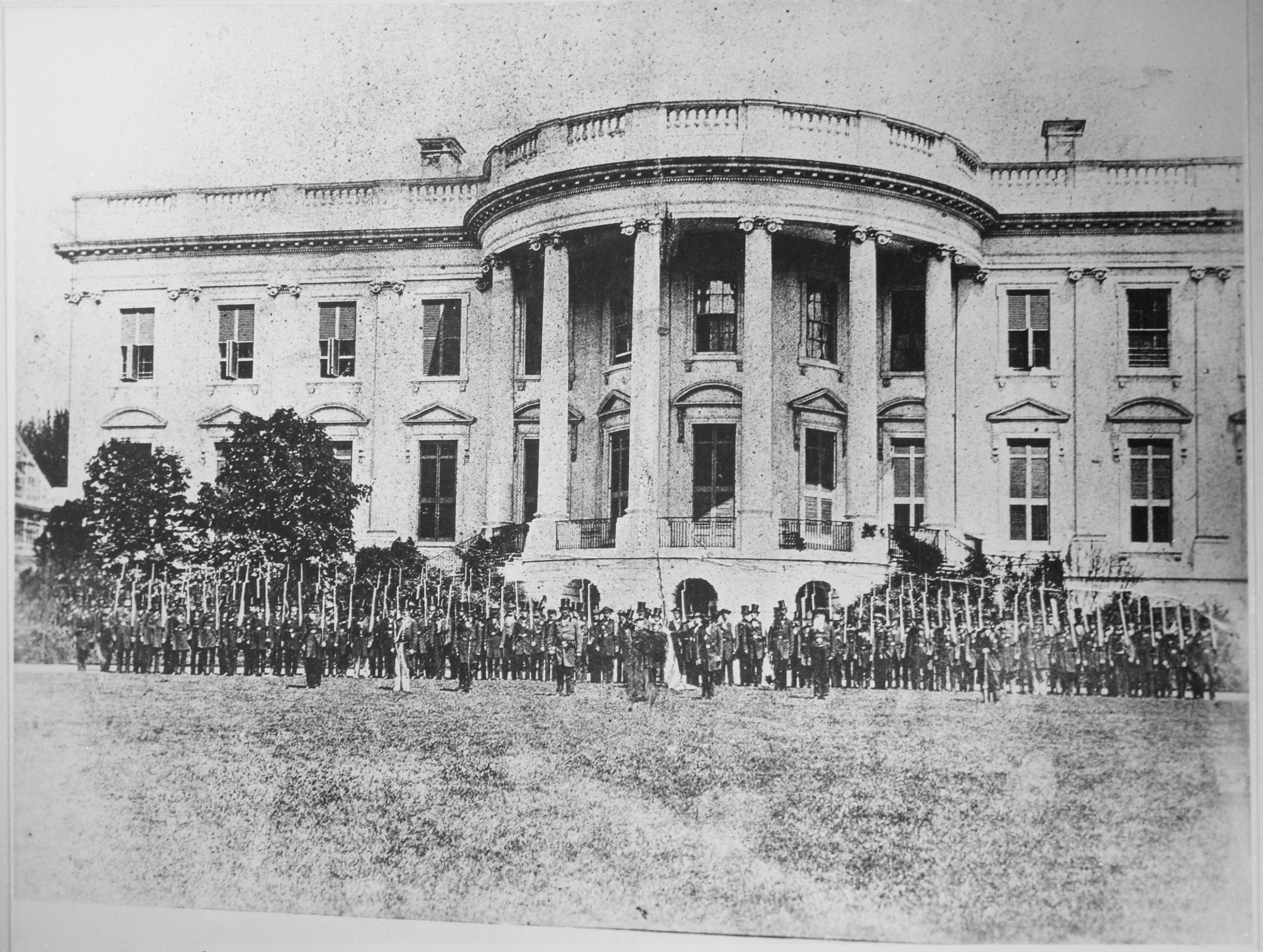
Батальон Клея строится перед Белым домом, апрель 1861 г.

28 марта 1861 года Президент Линкольн назначил Клея на пост посланника при российском дворе в Санкт-Петербурге. Гражданская война началась ещё до его отъезда. Поскольку в тот момент в Вашингтоне не было федеральных войск, Клей организовал отряд из 300 добровольцев для защиты Белого дома и военно-морской верфи от возможного нападения конфедератов. Этот отряд вошёл в историю как Вашингтонская гвардия Кассиуса М. Клея (англ. Cassius M. Clay’s Washington Guards). В знак признательности Линкольн подарил Клею кольт. Когда федеральные войска наконец прибыли, Клей с семейством отправился в Россию.
Клей находился в России в период принятия царского манифеста об отмене крепостного права (1861). В 1862 году, будучи отозван в США в звании генерал-майора армии Союза, Клей публично отказывался от звания, если Линкольн не согласится освободить рабов, находившихся на территории Конфедерации. Линкольн направил Клея в Кентукки, чтобы оценить настроения там и в других «пограничных штатах» (то есть рабовладельческих штатах, не объявивших о выходе из состава США). После возвращения Клея в Вашингтон Линкольн издал в конце 1862 года Прокламацию об освобождении рабов.
Клей с удовлетворением докладывал в Вашингтон точку зрения Министерства иностранных дел России, что взбунтовавшиеся штаты Конфедерации не посмеют открыть посольство в Санкт-Петербурге. Констатировал, что министр иностранных дел А. М. Горчаков высказывал надежду на скорое подавление бунта южан.

Во время Гражданской войны Россия пришла на помощь Союзу, угрожая войной Британии и Франции в случае официального признания Конфедерации этими государствами. Кассиус Клей, будучи в то время посланником в России, сыграл важную роль в обеспечении российской помощи. Российский император Александр II передал секретные приказы командующим флотилий в Атлантике и на Тихом океане и направил суда к восточному и западному побережьям Америки. Офицеры получили инструкции вскрыть конверты в случае, если Великобритания и Франция вступят в войну на стороне Конфедерации. Когда российский флот вошел в Нью-Йоркскую гавань, министр ВМС США Гидеон Уэллс написал в своем дневнике:
 В отправке кораблей в эту страну есть нечто существенное. Как это отразится на Франции и французской политике, мы в свое время узнаем. [Реакция] может быть умеренной, а может все усугубить. Да благословит россиян Господь! 
 Эти действия императора Александра II подтвердил в 1904 году Уортон Баркер, который в 1878 году был финансовым представителем российского правительства в Соединённых Штатах.
Клей подал в отставку в марте 1863 года и вернулся в Россию, где он служил посланником до 1869 года. Он сыграл важную роль в переговорах о продаже Аляски, снабжая правительство информацией о богатых природных ресурсах региона.

## Политическая деятельность после Гражданской войны
Позднее Клей основал Общество благотворительной помощи Кубе (англ. Cuban Charitable Aid Society), чтобы содействовать кубинскому движению за независимость, которое возглавлял Хосе Марти. Во внутренней политике он высказывался за национализацию железных дорог и против концентрации власти среди крупных промышленников.
В 1869 году Клей покинул Республиканскую партию. Это было отчасти связано с его противодействием военному вмешательству президента Гранта на Гаити, а отчасти с тем, что он не одобрял политику Реконструкции Юга, проводившуюся республиканцами-радикалами после убийства Линкольна.
В 1872 году Клей был одним из организаторов недовольства либеральных республиканцев. Он сыграл важную роль в выдвижении кандидатуры Хораса Грили на пост президента. В избирательных кампаниях 1876 и 1880 гг. Клей поддерживал кандидатов от Демократической партии. Он вернулся к поддержке республиканцев в кампании 1884 года.

## Более поздние годы
У Клея была репутация смутьяна и бойца. Из-за угроз жизни он привык носить с собой два пистолета и нож. Для защиты дома и места работы он установил пушку.
В 1878 году, после 45 лет брака, Клей развёлся со своей женой, Мэри Джейн, заявив, что она отказывается выполнять свои обязанности, ссылаясь на его супружеские измены.
На конституционном конвенте Кентукки 1890 года Клей был избран председателем.
В 1894 году восьмидесятичетырехлетний Клей женился на пятнадцатилетней сироте Доре Ричардсон, сестре одного из своих фермеров-издольщиков.
22 июля 1903 года Кассиус Клей скончался в своём доме от «общего истощения».

## Наследие

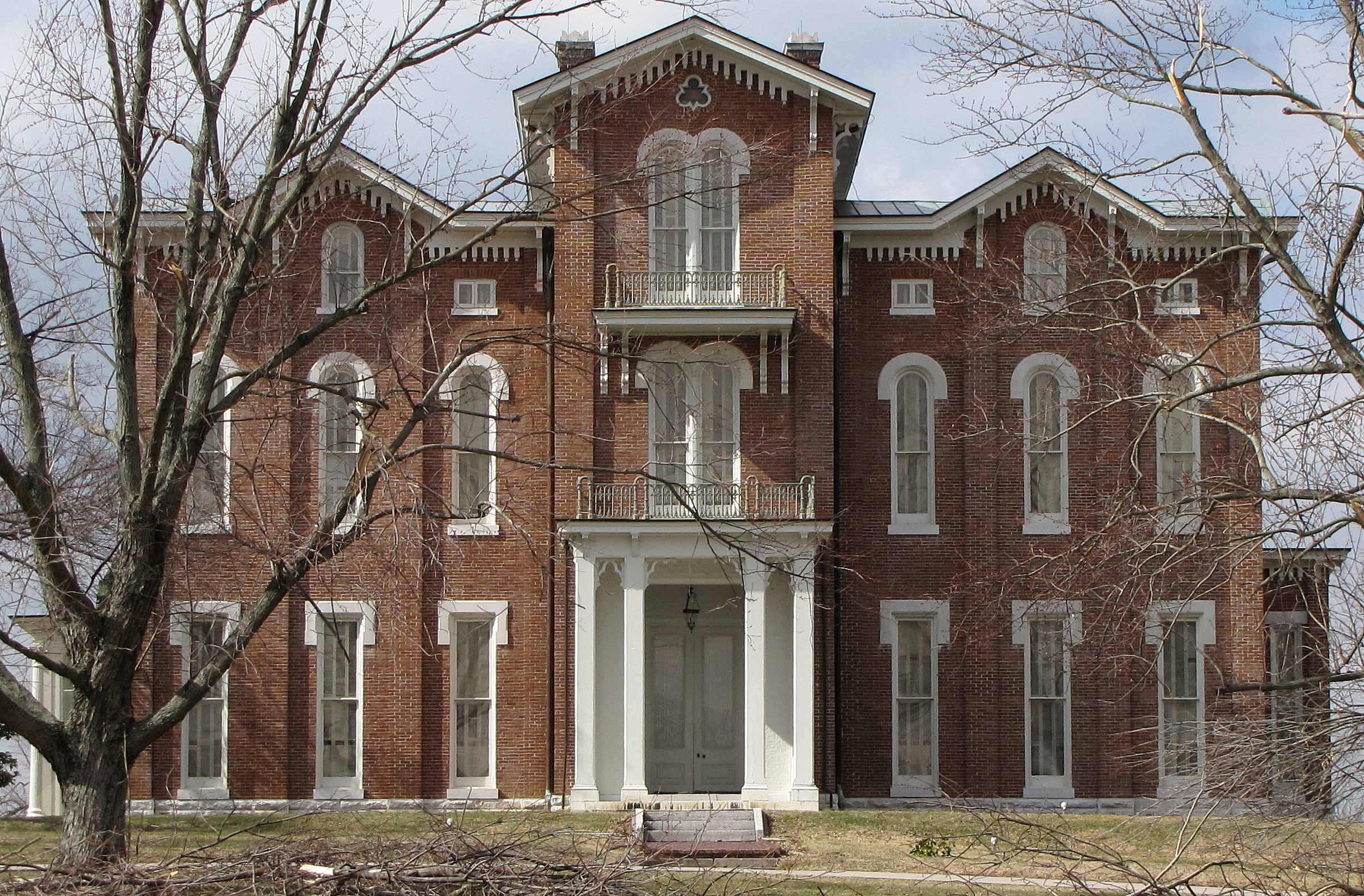
Уайт-холл

Семейная усадьба Клея, Уайт-холл, признана властями штата Кентукки историческим памятником.
Герман Хитон Клей, потомок афроамериканских рабов, назвал своего сына, который родился через девять лет после смерти освободителя, Кассиусом Марселлусом Клеем. Тот, в свою очередь, дал своему сыну то же имя, Кассиус М. Клей младший, и ему было суждено стать чемпионом мира по боксу в тяжёлом весе, войдя в историю под именем Мухаммед Али.

## Сочинения
- Clay, Cassius Marcellus. The Life, Memoirs. Writings, and Speeches of Cassius Marcellus Clay showing his Conduct in Overthrow of American Slavery, the Salvation of the Union and the Restoration of the Autonomy of the States (англ.). — J. Fletcher Brennan & Co..
- The Writings of Cassius Marcellus Clay (edited with a memoir by Horace Greeley. New York, 1848)